# Pierreval
Pierreval – miejscowość i gmina we Francji, w regionie Normandia, w departamencie Sekwana Nadmorska.
Według danych na rok 1990 gminę zamieszkiwało 358 osób, a gęstość zaludnienia wynosiła 92 osoby/km² (wśród 1421 gmin Górnej Normandii Pierreval plasuje się na 564. miejscu pod względem liczby ludności, natomiast pod względem powierzchni na miejscu 779.).